# Antonio Hester
Antonio Kurtis Hester (Miami, Florida, Estados Unidos, 22 de mayo de 1990) es un baloncestista profesional estadounidense. Se desempeña en la posición de ala-pívot y actualmente juega en el Prawira Harum Bandung de la IBL de Indonesia.

## Trayectoria deportiva
Hester se formó deportivamente en los equipos de baloncesto de las universidades de Miami Dade (2009-11) de la NJCAA y de Mobile (2011-12) de la NAIA.
Con 22 años, dio el salto al Viejo Continente de la mano del Turun NMKY de la segunda categoría de Finlandia. 
En 2013, luego de jugar una parada del Tour Mundial de Baloncesto 3x3 en San Juan de Puerto Rico con el equipo Miami, aterrizó en América del Sur para probar suerte, primero con el Nacional de Oruro boliviano y después con el Real Club de Lima -equipo al que guiaría a la conquista del título de la temporada 2014 de la Liga de Basket de Lima-.
En septiembre de 2014 llegó a España para jugar en el CB Tarragona en la Liga LEB Plata. A las órdenes de Berni Álvarez promedia la cifra de 13,4 puntos por partido y sus 7,6 rebotes, siendo el máximo referente en la pintura del equipo azulón.
En la temporada 2015-16 regresa a casa para competir en la ABA con la elástica del Miami Midnites. 
En 2016 regresa a Europa para jugar en las filas del UMF Tindastóll islandés durante dos temporadas. En su segunda temporada lograría la Copa de Islandia. 
Durante la temporada 2018-19 jugaría en Suiza en el Starwings Basket Regio Basel de la Swiss Basketball League.
En verano de 2019, regresa a España para jugar en el Club Bàsquet Sant Josep Girona de la Liga LEB Plata, equipo con el que ascendería a Liga LEB Oro. Con los gerundenses firmó medias de 13,4 puntos y 7,6 rebotes en 27 minutos de juego por partido.
El 27 de agosto de 2020, firma con el Força Lleida Club Esportiu para jugar en Liga LEB Oro, lo que sería su debut en la segunda categoría del baloncesto español.
El 12 de noviembre de 2020, abandona la disciplina del Força Lleida Club Esportiu por motivos personales.
El 5 de enero de 2021 se confirma su fichaje por el Njarðvík de la liga islandesa.